# Tranvia Modena-Maranello
La tranvia Modena-Maranello era una linea complementare rispetto alla rete delle Ferrovie Provinciali Modenesi. Era operativa con trazione a vapore: rimase in esercizio dal 1893 al 1937.

## Storia

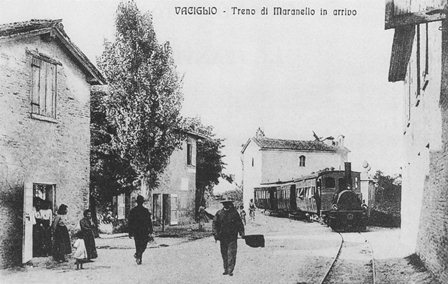
Fermata di Vaciglio

Su iniziativa di un comitato costituito da alcuni facoltosi proprietari della zona alla fine del decennio precedente, il progetto per una linea tranviaria a vapore fra Modena e Maranello venne elaborato a cura della deputazione provinciale di Modena datato 29 luglio 1892
Con Decreto ministeriale del 24 giugno 1892 il Governo aveva dunque concesso alla Società Anonima per la Tranvia, appositamente costituita, "la costruzione e l'esercizio della tramvia a vapore Modena-Maranello". Il 20 giugno 1893 avvenne la prima corsa di prova, mentre il 24 giugno dello stesso anno vi fu la corsa inaugurale. Dopo la presentazione ufficiale e la corsa inaugurale, il 25 giugno 1893 la tranvia venne aperta al servizio viaggiatori sull'intero percorso fra Modena e Maranello.
Con atto 17 dicembre 1897 la Società suddetta cedette il diritto di esercitare la stessa alla Società Anonima Ferrovia Sassuolo-Modena-Mirandola-Finale (FSMMF).
Il traffico si mantenne subito relativamente sostenuto tanto che nel 1901 venne ammesso l'aumento a 7 veicoli rispetto ai sei precedenti nelle composizioni in servizio. Nel frattempo, nel 1904, fu rialzato il tratto di binario compreso fra ponte Pradella e la cosiddetta "Fossa del Tonno".
Nel 1917 la FSMMF e Società Anonima Ferrovia Modena Vignola (FMV) vennero fuse per incorporazione nella nuova Società Emiliana di Ferrovie Tranvie ed Automobili (SEFTA), che subentrò conseguentemente nella concessione della tranvia. Si presentò dunque l'occasione per una razionalizzazione degli impianti: il Regio decreto n. 331 del 18 febbraio 1923 autorizzò la SEFTA a sopprimere il tronco Modena-Sant'Agnese-Vaciglio della tranvia con "immissione di questa sulla ferrovia Modena-Vignola mediante opportuno raccordo". La tratta fino a Vaciglio venne dunque unificata rispetto alla ferrovia per Vignola grazie a una biforcazione su quest'ultima posta prima della stazione ferroviaria che consentiva l'instradamento sui binari tranviari; da allora la lunghezza complessiva risultò di 15,490 km.
Il primo settembre 1922 era stata nel frattempo aperta la fermata Crociale, posta al km 15+375 fra Pozza e Maranello; nel 1926 si aggiunse la fermata Saldini, al km 12+231 fra Colombaro e Pozza. Nel 1927 arrivarono le ulteriori fermate facoltative di Torrazzi (km 2+820), Cortese (6+300), Quattro Madonne (10+260) e Castello (4+700).

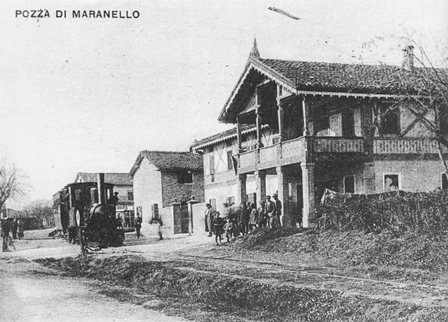
Fermata Pozza di Maranello

Oltre agli investimenti effettuati sugli impianti gli anni venti videro altresì il fiorire di progetti più impegnativi, il più ambizioso dei quali fu quello di ricostruzione della tranvia in sede propria come ferrovia elettrica con contestuale prolungamento verso Pavullo nel Frignano; avviati effettivamente i lavori, questi furono interrotti alla fine degli anni trenta dopo la costruzione di 37 km di sede ferroviaria, 3 stazioni, 5 fermate, 22 caselli e 5 gallerie. Il tracciato seguiva grosso modo la ex strada statale dell'Abetone (poi Provinciale Giardini) con tratte in sede propria, e sarebbe dovuto proseguire verso la Toscana attraversando gli Appennini presso l'Abetone.
Nel 1932 fu completata l'opera di trasformazione a scartamento ordinario della rete ferroviaria ivi compresa la Modena-Vignola: conseguentemente fu attivata una tratta a doppio scartamento fra Modena e Vaciglio per il transito dei treni a vapore; presso la stazione delle "Provinciali" questi si attestavano al terzo e quarto binario, rispettivamente a scartamento ridotto e misto.
Il nuovo assetto rappresentò peraltro il canto del cigno per la tranvia, ormai marginalizzata rispetto al resto della rete, che venne soppressa il giorno 11 novembre 1937, allorché il servizio tranviario venne sostituito da autocorse gestite dalla stessa SEFTA.
Il progetto della ferrovia Modena - Pavullo fu dunque definitivamente abbandonato, nonostante varie richieste nel dopoguerra da parte dei politici locali.

## Caratteristiche
|  | Unknown route-map component "exCONTg" |  | Continuation backward |  |  |  |

|  | Unknown route-map component "exBHF" |  | Unknown route-map component "tSTR" |  |  |  |

|  | Unknown route-map component "exSTR" |  | Unknown route-map component "tHST" |  |  |  |

|  | Unknown route-map component "exmABZgl" | Unknown route-map component "uexHSTq" | Unknown route-map component "emtKRZ" | Unknown route-map component "uexSTR+r" |  |  |

|  | Unknown route-map component "xABZg+l" | Station on transverse track | Unknown route-map component "tSTRr" | Unused straight waterway |  |  |

| Unknown route-map component "STR+l" | Unknown route-map component "xABZgr" |  |  | Unknown route-map component "uexHST" |  |  |

| Continuation forward | Unknown route-map component "exSTR" |  |  | Unused straight waterway |  |  |

|  | Unknown route-map component "exSTR" |  |  | Unknown route-map component "uexBHF" |  |  |

|  | Unknown route-map component "exSTRl" | Unknown route-map component "exHSTq" | Unknown route-map component "exSTRq" | Unknown route-map component "uexKRZ+xr" + Unknown route-map component "exSTRq" | Unknown route-map component "exBHFq" | Unknown route-map component "exCONTfq" |

|  |  |  |  | Unknown route-map component "uexHST" |

|  |  |  |  | Unknown route-map component "uexHST" |

|  |  |  |  | Unknown route-map component "uexHST" |

|  |  |  |  | Unknown route-map component "uexHST" |

|  |  |  |  | Unknown route-map component "uexHST" |

|  |  |  |  | Unknown route-map component "uexBHF" |

|  |  |  |  | Unknown route-map component "uexHST" |

|  |  |  |  | Unknown route-map component "uexHST" |

|  |  |  |  | Unknown route-map component "uexBHF" |

|  |  |  |  | Unknown route-map component "uexHST" |

|  |  |  |  | Unknown route-map component "uexBHF" |

|  |  |  |  | Unknown route-map component "uexHST" |

|  |  |  | Unknown route-map component "uexKDSTaq" | Unknown route-map component "uexABZgr" |  |  |

|  |  |  |  | Unknown route-map component "uexKBHFe" + Unknown route-map component "extKBHFa" |

|  |  |  |  | Unknown route-map component "extCONTf" |

All'avvio del servizio la linea misurava complessivamente 16,316 km, di cui 2,79 di binario posato su strade provinciali e 12,43 km su strade comunali, cui si sommava un tratto lungo 1,096 km in sede propria.
Lo scartamento adottato era quello "ridotto italiano" di 950 mm, realizzato mediante rotaie posate in spezzoni da 16 kg/m. La pendenza massima raggiunta era del 16,20 per mille, il raggio minimo delle curve risultava pari a 80 metri.
Il primo orario era strutturato su quattro coppie di treni misti giornalieri.

### Percorso

Stazione di Montale

Il capolinea modenese dell'impianto era costituito dalla stazione di Barriera Garibaldi, che sorgeva in una zona posta in corrispondenza dell'ex cinta muraria cittadina che impediva un ampliamento degli impianti e che per tale motivo fu abbandonata nel 1932 a favore dell'allora nuova stazione di Piazza Manzoni. I convogli tranviari per Maranello partivano dal terzo binario.
Affiancato per un primo tratto il binario ferroviario che conduceva a Sassuolo e Vignola, la tranvia impegnava dunque la parte destra della provinciale vignolese, svolta sulla strada Vaciglio per poi seguire il tracciato della strada Vandelli, che veniva seguita per buona parte del percorso. Lungo lo stesso erano osservate numerose fermate facoltative risalenti all'inaugurazione della linea o di successiva istituzione nonché le stazioni di Vaciglio, presso la quale avveniva l'incrocio a raso della ferrovia per Vignola, Montale, Colombaro e Pozza.
In località Santa Maria era presente tratto in sede propria per evitare l'ansa stradale verso la chiesa di San Martino di Mugnano; a Pozza, stazione prima della quale il binario passava dal lato sinistro a quello destro della strada, la direttrice stradale veniva abbandonata per svoltare sulla provinciale per Maranello, ove aveva termine la linea. Da qui un servizio automobilistico della stessa FSMMF garantiva il collegamento con Pavullo nel Frignano.

## Materiale rotabile

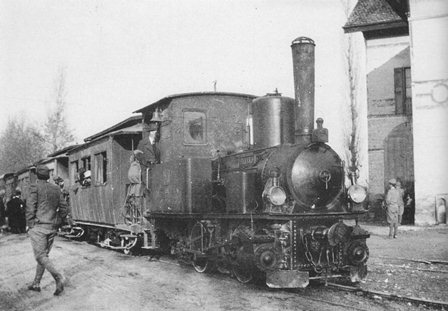
Locomotiva 7 a Colombaro

Per l'esercizio della tranvia la FSMMF, che gestiva altresì le ferrovie Modena-Sassuolo, e Modena-Mirandola con relativa diramazione Cavezzo-Finale Emilia, disponeva di un parco costituito da tredici locomotive a vapore a scartamento ridotto di cui solo le tre locotender da 51 kW battezzate rispettivamente come "4 - Sassuolo", "6 - Mirandola" e "7 - Finale" furono impiegate in maniera stabile sulla linea per Maranello; la circolabilità sulla linea era tuttavia ammessa anche per tutte le unità dei tipi "Sassuolo" e "Castelvetro".
Erano inoltre disponibili quattordici carrozze passeggeri (di cui 5 normalmente impiegate per il servizio tranviario) e 15 carri merci, di cui cinque chiusi.
Nel 1932, elettrificate le linee sociali, al parco "tranviario" furono aggiunte le locomotive "9 - Pico" e "22".

## Galleria d'immagini

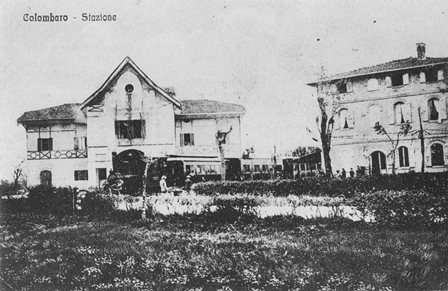
Stazione di Colombaro
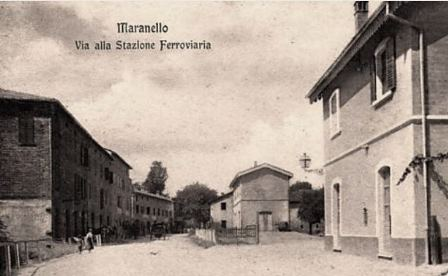
Maranello, via Stazione
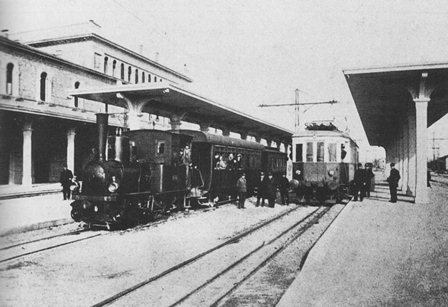
Modena Piazza Manzoni